# Acrapex undulata
Acrapex undulata är en fjärilsart som beskrevs av Emilio Berio 1955. Acrapex undulata ingår i släktet Acrapex och familjen nattflyn. Inga underarter finns listade i Catalogue of Life.